# 小川大介 (教育者)
小川 大介（おがわ だいすけ、1973年3月2日 - ）は、日本の教育者、実業家。大阪府出身。株式会社素材図書代表取締役、中学受験専門のプロ個別指導教室SS‐1創設者、中学受験受験情報局 主任相談員。情報経営イノベーション専門職大学（愛称：iU）の客員教授。

## 略歴
1985年、大阪星光学院中学校・高等学校に入学。1991年、京都大学法学部に入学。1993年に休学するも、1997年2月に復学し、1999年3月に卒業。
大学在学中より関西の大手進学塾「浜学園」で看板講師として活躍後、
```
[
要出典
]
```

社会人プロ講師限定の個別指導教室「SS-1」を創設。以降、代表としてコーチングと学習タイプ分析を融合した独自ノウハウを開発し、難関中学を中心に、中学受験において数多くの合格実績を生み出す。
```
[
要出典
]
```

2017年7月に個別指導教室「SS-1」をリンクアンドモチベーションへ事業譲渡。
2023年5月に情報経営イノベーション専門職大学（愛称：iU）の客員教授に就任。

## 人物
臨床心理的手法を駆使した講師育成に力を入れ、他塾を圧倒するプロ講師集団を作り上げることに成功。
```
[
要出典
]
```

首都圏・関西圏に展開を果たしつつ、自律成長モデルの教育コンサルティング機関へと発展させる。
家庭を1つのチームと見立てて行う独自のカウンセリングは実施数6,000回を数え、高い精度でクライアントを成功へと導いてきた。
```
[
要出典
]
```

プロ講師人材の育成にも定評があり、
```
[
要出典
]
```

人の能力と意欲を最大限引き出し組織貢献できるプロへと育成するノウハウが注目を集め、
```
[
要出典
]
```

新聞・雑誌・ニュースサイト・テレビなど各種メディアへの出演多数。
受験学習はもとより、幼児期からの子どもの能力の伸ばし方や親子関係の築き方に関するアドバイスに定評がある。
```
[
要出典
]
```

自らも「見守る子育て」を実践し、中学受験で灘、開成、筑駒すべてに合格。
人の能力と意欲を最大限に引き出し、組織貢献できるプロに育てるノウハウを生かし、社会人教育の分野でも大手企業などで研修・指導技術提供もしている。

## 著書
- SS-1メソッドシリーズ（ごま書房新社）
  - マル秘SS-1メソッドで国語の点数を一気に上げる（2009年11月、ISBN 978-4341084240）
  - 新版SS‐1メソッドで国語の点数を一気に上げる!―3ヶ月で偏差値20アップ!「プロ集団」SS‐1の驚くべき『発問力』指導とは?（2010年10月、ISBN 978-4341131982）
  - 2013年度版　SS‐1メソッドで国語の点数を一気に上げる!（2012年2月、ISBN 978-4341132101）
  - <最新版>SS-1メソッドで国語の点数を一気に上げる!（2013年2月、ISBN 978-4341132217）
- 驚くほど国語力が伸びる!学力が上がる!小川式「声かけ」メソッド（2010年3月、宝島社、ISBN 978-4796675147）
- 頭がいい子の家のリビングには必ず「辞書」「地図」「図鑑」がある（2016年3月、すばる舎、ISBN 978-4799104996）
- 塾でも教えてくれない 中学受験・国語のツボ（2016年6月、青春出版社、ISBN 978-4413230087）
- 論理力は小学6年間の国語で強くなる（2016年6月、かんき出版、ISBN 978-4761271756）
- 成績アップと合格をかなえるコツとわざ もう悩まない中学受験（株式会社スターダイバー 編集, ナカライカオル イラスト）（2017年1月、海拓舎出版、ISBN 978-4908064036）
- 頭がよくなる謎解き国語ドリル（頭がよくなる謎解きシリーズ）（2017年7月、かんき出版、ISBN 978-4761272692）
- 1日3分! 頭がよくなる子どもとの遊びかた（2017年11月、大和書房、ISBN 978-4479784081）
- 親も子もハッピーになる最強の子育て（2018年10月、ウェッジ、ISBN 978-4863102088）
- 頭のいい子の親がやっている「見守る」子育て（2019年5月、KADOKAWA、ISBN 978-4046040596）
- 5歳から始める最高の中学受験（2019年9月、青春出版社、ISBN 978-4413231367）
- 親も子も幸せになれる はじめての中学受験（2019年12月、CCCメディアハウス、ISBN 978-4484192321）
- 自分で学べる子の親がやっている「見守る」子育て（2021年1月、KADOKAWA、ISBN 978-4046049421)
- 勉強に必要な6つの力が育つ　6歳までの楽しい「おうち遊び」(2021年7月、PHP、ISBN 978-4569850085)
- 子どもが笑顔で動き出す 本当に伝わる言葉がけ(2021年8月、すばる舎、ISBN 978-4799109809)
- 子どもの頭のよさを引き出す親の言い換え辞典(2023年5月、青春出版社、ISBN 4413233018)

### 共編著、監修
- なぜ8割の企業がリスティング広告で失敗するのか?（長橋真吾著、小川大介編集、佐々木敬イラスト）（2014年6月、海拓舎出版、ISBN 978-4990483913）
- 中学受験 基本のキ!（西村則康との共著）（2015年11月、日経BP、ISBN 978-4822272470）
- 中学受験 基本のキ! 新版（西村則康との共著）（2016年10月、日経BP、ISBN 978-4822272494）
- 親子で学べる! カピバラさんドリル 小学社会47都道府県（小川大介監修）（2017年1月、かんき出版、ISBN 978-4761272647）
- 中学受験基本のキ! 改訂新版（西村則康との共著）（2018年10月、日経BP、ISBN 978-4296101320）
- ドラえもんの国語おもしろ攻略 国語力をきたえるカタカナ語（藤子・F・不二雄プロ原作、大岩ピュンまんが）（2019年11月、小学館、ISBN 978-4092538733）
- 子どもを叱りつける親は失格ですか？（アベナオミ著、小川大介監修）（2020年4月16日、KADOKAWA、ISBN 978-4040644035）

## ラジオ番組
- 4 SEASONS（2016年4月6日、2017年2月22日、Kiss FM KOBE）
- 伸ばす!引き出す!小川先生の子育て・受験ラジオ（2019年12月12日 - 、Spotify）※ウェブラジオ

## テレビ番組
- 疑問解決バラエティー 教えて!マイスター（2010年5月、テレビ東京）
- クイズ!先端tic!（2011年1月8日 - 29日、TOKYO MX）
- ノンストップ!（2014年11月21日、フジテレビ）
- ペケポンプラス（2015年4月28日、5月26日、7月14日、8月11日、11月10日、11月17日、12月1日、12月8日、12月15日、12月22日、2016年1月12日、1月26日、フジテレビ）
- よじごじDays（2020年4月30日、5月14日、8月20日、テレビ東京）
- あさイチ（2020年8月19日、8月31日、NHK総合）
- ミラクルビト〜未来を創る人〜（2022年3月28日、フジテレビ）

## インターネット番組
- ABEMA Prime（2022年4月6日、ABEMA） - ゲスト出演[8]
- ABEMA ヒルズ（2022年5月25日、ABEMA） - ゲスト出演[9]